# Jutulrøra
Das Jutulrøra (norwegisch für Riesenrohr) ist ein markanter Berg im antarktischen Königin-Maud-Land. Er ragt 10 km westlich des Bergs Straumsvola im westlichen Teil der Sverdrupfjella oberhalb der Ostflanke des Gletschers Jutulstraumen auf.
Erste Luftaufnahmen entstanden bei der Deutschen Antarktischen Expedition 1938/39 unter der Leitung des Polarforschers Alfred Ritscher. Norwegische Kartografen gaben ihm einen deskriptiven Namen und kartierten ihn anhand von Vermessungen und Luftaufnahmen der Norwegisch-Britisch-Schwedischen Antarktisexpedition (1949–1952) und Luftaufnahmen der Dritten Norwegischen Antarktisexpedition (1956–1960).